# Коту Ваиј (Констанца)
Коту Ваиј (рум. Cotu Văii) насеље је у Румунији у округу Констанца у општини Албешти. Oпштина се налази на надморској висини од 57 m.

## Становништво
Према подацима из 2002. године у насељу је живело 1081 становника.

### Попис2002.
| Расподела становништва по националности 2002.‍ | Расподела становништва по националности 2002.‍ | Расподела становништва по националности 2002.‍ | Расподела становништва по националности 2002.‍ | Расподела становништва по националности 2002.‍ |
| --------------------------------------------- | --------------------------------------------- | --------------------------------------------- | --------------------------------------------- | --------------------------------------------- |
|                                               |                                               |                                               |                                               |                                               |
| Румуни                                        | Румуни                                        |                                               | 1.031                                         | 95,5%                                         |
| Турци                                         | Турци                                         |                                               | 5                                             | 0,5%                                          |
| Татари                                        | Татари                                        |                                               | 44                                            | 4,1%                                          |